# Tomo Virk
Tomislav (Tomo) Virk, slovenski literarni teoretik, esejist, prevajalec ter alpinist,  * 31. maj 1960, Ljubljana.

## Življenje in delo
Tomo Virk je 1974–76 obiskoval Gimnazijo v Šentvidu, 1976–78 pa gimnazijo v Škofji Loki, ki mu je omogočala intenzivno ukvarjanje s športom: več let je tekmoval v alpskih smučarskih disciplinah. Ko je zaradi poškodb tekmovalno smučanje opustil, se je lotil plezanja in alpinističnega smučanja. S soplezalci (Iztok Tomazin, Matjaž Ravhekar) je v 80. in 90. letih opravil več kot 450 vzponov, med njimi okoli 20 prevenstvenih, največ v Nad Šitom glavi in okolici, v Lepem špičju, Rjavini, Debeli peči, na Tulovih gredah, v Paklenici, v Oltarju in v Kanadi. 
S študijem je nadaljeval na Filozofski fakulteti, kjer je leta 1983 diplomiral iz primerjalne književnosti in nemščine. Zaposlen je bil najprej kot smučarski trener, nato kot bibliotekar. Leta 1989 je magistriral iz primerjalne književnosti, leta 1997 pa doktoriral s področja literarnih ved.
Doslej je izdaj 16 samostojnih znanstvenih monografij in dve? strokovni, poleg tega več pomembnih prevodov stokovnih del, njegova bibliografija obsega preko 1000 enot in nad 50 znanstvenih člankov. 
Predava na  Oddelku za primerjalno književnost in literarno teorijo na Filozofski fakulteti v Ljubljani Univerze v Ljubljani, kjer je 1992 postal asistent, 1997 docent, 2002 izredni in 2007 redni profesor. Mdr. je bil odgovorni urednik revije 2000 (1985) in glavni urednik revije Literatura (1992/93--96/98?), 1998-2002 pa glavni in odgovorni urednik revije Primerjalna književnost. Bil je član uredniških odborov in svetov mnogih domačih in tujih znanstvenih revij. Raziskoval je postmodernizem in sodobno slovensko prozo, se ukvarjal s teorijo in metodologijo literarne vede, fenomenološko filozofijo, etiko in religiologijo. Pri ARRS/ARIS vodi program Literarno-primerjalne in literarno-teoretske raziskave. Pomembno je njegovo prevajanje temeljnih strokovnih in znanstvenih del s področja filozofije in humanistike (Martin Buber, Rudolf Otto, Friedrich Schlegel, Georg Lukács, Hans Robert Jauß, Hans Georg Gadamer, Theodor W. Adorno, Hans Blumenberg, Mircea Eliade, Manfred Frank, Alfred Gell, F. W. J. Schelling, Ernst Robert Curtius in Rüdiger Safranski; prevedel je tudi Kafkove dnevnike in roman Adolfa Muschga Albisserjev razlog).
Uredil in z obsežnimi komentarji je opremil prve tri zvezke Zbranega dela Vladimirja Bartola. 
Za doktorsko disertacijo Slovenski roman in Evropa: usoda slovenskega romana v dobi postmodernizma, ki je pozneje izšla kot znanstvena monografija pod naslovom Strah pred naivnostjo, je prejel je zlati znak ZRC SAZU, za knjigo Ujetniki bolečine pa 1996 Rožančevo nagrado za esejistiko. 
Leta 2021 je bil izvoljen za izrednega člana SAZU v razredu za filološke in literarne vede, istega leta pa je prejel Jermanovo nagrado za prevod dela nemškega filozofa Wolfganga Jankeja Trojna dovršitev nemškega idealizma: Scheling, Hegel in Fichtejev nenapisani nauk ter tudi zlato plaketo Univerze v Ljubljani.

## Monografije
- Duhovna zgodovina (1989) (COBISS)
- Postmoderna in »mlada slovenska proza« (1991) (COBISS)
- Kratka zgodovina večnosti (eseji, 1993) (COBISS) (nagrada Marjana Rožanca)
- Bela dama v labirintu: idejni svet J. L. Borgesa (1994) (COBISS) (n. "Zlata ptica"; hrvaški prevod 2013)
- Ujetniki bolečine (esej, 1995) (COBISS)
- Tekst in kontekst: eseji o sodobni slovenski prozi (1997) (COBISS)
- Čas kratke zgodbe: antologija slovenske kratke zgodbe (1998) (COBISS)
- Premisleki o sodobni slovenski prozi (1998) (COBISS)
- Moderne metode literarne vede in njihove filozofsko teoretske osnove: metodologija 1 (1999, 2003, 2008) (COBISS)
- Strah pred naivnostjo: poetika postmodernistične proze (2000) (COBISS) (zlati znak ZRC SAZU; hrvaški prevod 2018)
- Svet književnosti 2 (soavtor Janko Kos), 2001; 2010-2. posodobljena izdaja
- Svet književnosti 3 (soavtorja Janko Kos, Gregor Kocijan), 2002; 2011-2. pododobljena izdaja
- Svet književnosti 4 (soavtorji Janko in Matevž Kos, Gregor Kocijan, Lado Kralj), 2003; 2013-2. pododobljena izdaja
- Primerjalna književnost na prelomu tisočletja: kritični pregled (2007) (COBISS)
- Izleti čez mejo: razprave o evropski in latinskoameriški prozi (2008) (COBISS) (hrvaški prevod 2016)
- Vebrov učenec. Primer Klement Jug: osebnost, diskurz, legenda (2014)
- Bakle in diktatorji: Jug, Bartol et consortes (2016)
- Etični obrat v literarni vedi (2018, "Priznanje Antona Ocvirka"; hrvaški prevod 2021)
- Literatura in etika (2021)
- Pod Prešernovo glavo: slovenska literatura in družbene spremembe: nacionalna država, demokratizacija in tranzicijska navzkrižja (2021)
- Zakaj je literatura pomembna (izbor, 2022)
- Naveza (soavtor Iztok Tomazin, 2024)